# Аппаз-Багалак
Аппа́з-Багала́к (укр. Аппаз-Багалак, крымскотат. Appaz Bağalaq, Аппаз Багъалакъ) — исчезнувшее село в Джанкойском районе Республики Крым, располагавшееся на северо-западе района, в степной части Крыма, примерно в 1 км к юго-востоку от современного села Пробуждение.

## Динамика численности населения
| - 1805 год — 152 чел. - 1864 год — 13 чел. - 1889 год — 53 чел. - 1892 год — 0 чел. | - 1900 год — 68 чел. - 1915 год — 72/103 чел. - 1926 год — 21 чел. |

## История
Первое документальное упоминание села встречается в Камеральном Описании Крыма… 1784 года, судя по которому, в последний период Крымского ханства Аббас Баглак входил в Орта Чонгарский кадылык Карасубазарского каймаканства. После присоединения Крыма к России (8) 19 апреля 1783 года, (8) 19 февраля 1784 года, именным указом Екатерины II сенату, на территории бывшего Крымского Ханства была образована Таврическая область и деревня была приписана к Перекопскому уезду. После Павловских реформ, с 1796 по 1802 год, входила в Перекопский уезд Новороссийской губернии. По новому административному делению, после создания 8 (20) октября 1802 года Таврической губернии, Апас-Багалак был включён в состав Биюк-Тузакчинской волости Перекопского уезда.
По Ведомости о всех селениях в Перекопском уезде состоящих с показанием в которой волости сколько числом дворов и душ… от 21 октября 1805 года в деревне Апас-Багалак числилось 23 двора, 150 крымских татар и 2 ясыров. На военно-топографической карте генерал-майора Мухина 1817 года деревня Апас багалак обозначена с 52 дворами. После реформы волостного деления 1829 года Опас Багалак, согласно «Ведомости о казённых волостях Таврической губернии 1829 года», остался в составе Тузакчинской волости . На карте 1836 года в деревне 38 дворов, как и на карте 1842 года.
В 1860-х годах, после земской реформы Александра II, деревню приписали к Ишуньской волости. В «Списке населённых мест Таврической губернии по сведениям 1864 года», составленном по результатам VIII ревизии 1864 года, Аппаз-Багалак — владельческая татарская деревня, с 4 дворами и 13 жителями при колодцах. На карте 1865—76 года в деревне отмечены 38 дворов, что, возможно, ошибка, так как согласно «Памятной книжке Таврической губернии за 1867 год», деревня стояла покинутая, ввиду эмиграции крымских татар, особенно массовой после Крымской войны 1853—1856 годов, в Турцию и в «Памятной книге Таврической губернии 1889 года», по результатам Х ревизии 1887 года, в деревне Апас-Багалак числилось 9 дворов и 53 жителя.
После земской реформы 1890 года Аппас-Багалак отнесли к Богемской волости.
В «…Памятной книжке Таврической губернии на 1892 год» в сведениях о Богемской волости никаких данных о селении, кроме названия, не приведено — возможно, это уже было хозяйство крымских немцев Вальца и Майера. Сохранился документ о выдаче ссуды неким Чаликовым и Вальцу под залог имения при деревне Апаз-Багалак от 1896 года. По «…Памятной книжке Таврической губернии на 1900 год» в экономии Апас-Багалак числилось 68 жителей в 10 дворах. По Статистическому справочнику Таврической губернии. Ч.II-я. Статистический очерк, выпуск пятый Перекопский уезд, 1915 год, в Богемской волости Перекопского уезда числилось 3 хутора Аппаз-Багалак: Г. В. Майера — 1 двор с немецким населением в количестве 6 человек приписных жителей и 25 — «посторонних»; Чаплина — 1 немецкий двор, 32 человека «посторонних» жителей и 10 приписных; Насташенко — 2 двора с русским населением (22 приписных и 21 — «посторонних»); экономия Аппаз-Багалак (вакуф) — 6 дворов с татарским населением (25 приписных жителей).
После установления в Крыму Советской власти, по постановлению Крымревкома от 8 января 1921 года № 206 «Об изменении административных границ» была упразднена волостная система и в составе Джанкойского уезда был создан Джанкойский район. В 1922 году уезды преобразовали в округа. 11 октября 1923 года, согласно постановлению ВЦИК, в административное деление Крымской АССР были внесены изменения, в результате которых округа были ликвидированы, основной административной единицей стал Джанкойский район и село включили в его состав. Согласно Списку населённых пунктов Крымской АССР по Всесоюзной переписи 17 декабря 1926 года, в селе Аппаз-Богалак (бывший Вальца), Курт-Ичкинского сельсовета Джанкойского района, числилось 3 двора, все крестьянские, население составляло 21 человек, все немцы. В последний раз селение встречается на двухкилометровке РККА 1942 года.